# Ivorra
Ivorra és un municipi de la comarca de la Segarra situat a l'extrem de llevant de la meitat nord de la comarca. És un dels municipis susceptibles d'ésser englobat en la nova comarca de l'Alta Segarra, però ara per ara tot sembla indicar que romandrà dins de la Segarra estricta. Tot el seu límit de ponent i nord és el terme de Torà, de la Segarra, que és un dels que podria integrar l'Alta Segarra; a llevant, té el de Castellfollit de Riubregós, actualment pertanyent a l'Anoia, però que podria passar a l'Alta Segarra. Al sud té el terme segarrenc de Sant Ramon, i al sud-oest el de Sant Guim de la Plana, tots dos de la Segarra estricta.

## Etimologia
El topònim Ivorra ja surt documentat al segle xi amb la mateixa forma actual. Es deu tractar d'un nom d'origen preromà, potser iberobasc.

## Història
És un dels municipis de poca població de la comarca, i la població actual d'Ivorra, quasi del tot circumscrita al nucli urbà, és bastant minsa. En altres èpoques, però, l'aspecte que presentava era ben diferent. Ivorra va ser una vila closa. Se'n conserva encara la trama urbana dels segles xi i xii a ponent del castell, emplaçat en el punt més alt de la vila. Les cases es disposaven a l'interior d'una muralla de planta circular, de la qual queden vestigis i, sobretot, el portal principal adovellat. L'única resta visible de l'antic castell, bastit vers l'any 1000, és la torre mesta, coneguda com la torre d'Ivorra, que destaca pels seus 20 m d'alçada. Sota la plaça major del poble cal destacar l'existència de l'antiga cisterna de la vila, construïda segurament a finals del segle xiii.
Conegut també com les Ivorres, era dels pocs pobles segarrencs que tenia dues parròquies en el mateix nucli. Això sol ja fa veure la importància del lloc. Per un cantó hi havia el nucli a l'entorn del castell, a llevant, amb la parròquia de Sant Cugat d'Ivorra, i per un altre el nucli de Santa Maria, a prop i a ponent, amb la parròquia dedicada a la Mare de Déu. Actualment aquesta segona església, perduda la categoria de parroquial, ha esdevingut santuari: el Santuari del Sant Dubte, o de la Mare de Déu d'Ivorra.

## Geografia
- Llista de topònims d'Ivorra (Orografia: muntanyes, serres, collades, indrets..; hidrografia: rius, fonts...; edificis: cases, masies, esglésies, etc)

El terme s'estén des del riu Llobregós, al nord, tot i que només el toca en un punt, ja que és una punxa del terme que s'hi allargassa, fins als plans a tocar del Portell i de Viver de Segarra, al sud, on hi ha la Serra d'Hostalets i les Costes, que formen un graó dins de la plana de la Segarra, separant la vall del Llobregós de la plana on es troba Sant Ramon. Està bàsicament organitzat a l'entorn del Torrent de la Garganta, que s'origina al nord del poble en ajuntar-s'hi diversos torrents, entre ells el Torrent d'Ivorra. Al tram final, el Torrent de la Garganta rep encara el Torrent del Rigolar i la Rasa dels Millars.
Podríem explicar l'orografia del terme dient que és un esglaonat de dues planes, al voltant dels 570 m. alt. la del nord, propera al Llobregós, i els 625-650 la del sud, mirant més cap a Cervera. Aquesta plana està solcada, en alguns llocs de forma prou marcada, pels torrents a què ens hem referit abans. A la meitat nord destaca, a l'est, l'elevació de la Pineda, de 619 m. alt., que forma una petita serreta que és la que separa Ivorra del terme veí de Torà, a la qual pertany també el Cabalot, de 469. Pel costat oest, aquesta part té les elevacions que separen Ivorra també de Torà: la Serra de Palous, de 554 m. alt., i el Tossal de la Morera, de 472. Cal destacar que el lloc on el Torrent de la Garganta s'aboca en el Llobregós és a 430 m. alt., i el poble d'Ivorra, a 555.
A l'interior del terme destaquen la Serreta, de 523 m. alt., que és de fet continuïtat del turó on es dreça el poble d'Ivorra. el Tossal del Borràs, de 538, a ponent del nucli, i el Tossal de les Forques, al sud, de 574, al vessant del qual es troba el Santuari del Sant Dubte i el segon nucli del poble. Aquest darrer tossal, pel seu nom evoca els vells temps en què el batlle jurisdiccional del lloc podia dictar justícia i, en èpoques convulses, passaren per la forca tota mena de condemnats, de lladres a bruixes, d'innocents a culpables... A llevant el Coll de Marçà, de 600 m. alt., dona pas cap al terme de Castellfollit de Riubregós.
Entre les planes que conformen aquesta meitat del terme destaquen una part dels Plans d'Ivorra, els Plans de Santa Maria, el Pla de Castellanes, els Plans de Fontanet, i al nord-est del poble d'Ivorra dos sectors coneguts, senzillament, com els Plans i les Planes.
La Serra d'Hostalets, que arriba als 643 m. alt., i les Costes, de 662, donen pas al graó superior del terme, on trobem l'altra part dels Plans d'Ivorra, els Plans d'Hostalets, els Plans de Madern i els Plans de Coletes, que pugen suaument i gradual cap als pobles veïns, ja esmentats.
A part del nucli d'Ivorra amb els seus dos nuclis, cal destacar algunes masies que, per la seva situació, història o activitat mereixen ser esmentades. Prop del poble hi ha Cal Meix i Cal Prat, i Cal Closa a Santa Maria; al sector nord, Cal Mundons, Cal Fontanella, Cal Torroella (o Masia Torroella, grafiat al llarg dels anys de moltes maneres: Torruella, Tarruella...), les Granges Canet i la Morera. Al voltant del poble, sobretot pel costat de ponent, hi ha tot un seguit de granges, que constitueixen la principal activitat econòmica del terme, avui dia. Al sud del poble, un cop dalt del graó alt de què hem parlat anteriorment, hi ha la Masia d'Hostalets, que agrupa un parell més de construccions rurals, i que antigament fou un lloc de pas obligat per a viatjants, traginers, etcètera. Encara avui dia constitueix una cruïlla que devia ser important en el tragí de mercaderies a bast d'aquelles èpoques. La Masia d'Hostalets dona nom a tota aquesta zona: serra, plans, etcètera.
Just al nord del poble, a la serreta que s'eleva a l'altra banda del Torrent d'Ivorra, hi ha l'antiga pedrera de guix, o guixera, encara en explotació.
Creua el terme més o menys de sud a nord la carretera LV-3003 (N-141a, a Sant Ramon-C-1412, a Torà), i just a ran de poble, surt per enllaçar amb el nucli principal la carretereta LV-3004 (LV-3003, a Ivorra-Ivorra). Ara bé, pel terme discorren d'altres carreteres locals i pistes rurals que enllacen amb la resta de pobles de l'entorn: Vicfred, Viver de Segarra, Sant Guim de la Plana...

## Demografia
| 1497 f | 1515 f | 1553 f | 1717 | 1787 | 1857 | 1877 | 1887 | 1900 | 1910 |
| ------ | ------ | ------ | ---- | ---- | ---- | ---- | ---- | ---- | ---- |
| 45     | 46     | 48     | 146  | 298  | 498  | 439  | 454  | 266  | 277  |

| 1920 | 1930 | 1940 | 1950 | 1960 | 1970 | 1981 | 1990 | 1992 | 1994 |
| ---- | ---- | ---- | ---- | ---- | ---- | ---- | ---- | ---- | ---- |
| 290  | 326  | 303  | 287  | 244  | 222  | 199  | 192  | 144  | 144  |

| 1996 | 1998 | 2000 | 2002 | 2004 | 2006 | 2008 | 2010 | 2012 | 2014 |
| ---- | ---- | ---- | ---- | ---- | ---- | ---- | ---- | ---- | ---- |
| 154  | 156  | 153  | 159  | 151  | 144  | 138  | 122  | 118  | 115  |

| 2016 | 2018 | 2020 | 2022 | 2024 | 2026 | 2028 | 2030 | 2032 | 2034 |
| ---- | ---- | ---- | ---- | ---- | ---- | ---- | ---- | ---- | ---- |
| 114  | 104  | 108  | 100  | 100  | -    | -    | -    | -    | -    |